# Arbeidsforskningsinstituttet
Arbeidsforskningsinstituttet (AFI; engelsk Work Research Institute), tidligere Arbeidspsykologisk institutt, er en statslig forskningsinstitution i Oslo i Norge, der forsker på arbejdslivsspørgsmål, organisation og ledelse, særligt organisationspsykologi. Instituttet blev grundlagt i 1964 og var en uafhængig statsinstitution til 2014, da det blev en del af Højskolen i Oslo og Akershus. Instituttets historie, særligt før 1990erne, er nært forbundet med aktionsforskningstraditionen.